# NGC 1745
NGC 1745 ist die Bezeichnung eines Emissionsnebels mit einem eingebetteten offenen Sternhaufen im Sternbild Dorado (Schwertfisch). Das Objekt liegt in der Großen Magellanschen Wolke und wurde am 11. November 1836 von John Herschel entdeckt.